# Gusztáv és a világbajnokság
A Gusztáv és a világbajnokság a Gusztáv című rajzfilmsorozat második évadának huszonkettedik epizódja.

## Rövid tartalom
A futballmeccset néző Gusztáv csak akkor veszi észre a betörőt, amikor az a televíziót akarja elvinni.

## Alkotók
- Rendezte: Jankovics Marcell
- Írta: Dargay Attila, Jankovics Marcell, Nepp József
- Zenéjét szerezte: Pethő Zsolt
- Operatőr: Henrik Irén
- Hangmérnök: Horváth Domonkos
- Vágó: Czipauer János
- Tervezte: Ternovszky Béla
- Színes technika: Dobrányi Géza, Kun Irén
- Gyártásvezető: Kunz Román

Készítette a Pannónia Filmstúdió.